# ニューウェルズ・オールドボーイズ
クルブ・アトレティコ・ニューウェルズ・オールドボーイズ（スペイン語: Club Atlético Newell's Old Boys）は、アルゼンチン・サンタフェ州ロサリオを本拠地とするサッカークラブである。

## 概要
クラブ名は創設者のアイサック・ニューウェルの名前に由来している。イギリス系移民によって設立されたため、スペイン語圏のアルゼンチンにあってクラブ名に英語を使用している。スペイン語では"s"は濁らずスと発音されるため、現地ではニューウェルス・オールド・ボーイスと発音される。
選手育成力には定評があり、全国ユースリーグではボカ・ジュニアーズに次ぐ成績を収めている。1980年代以降では、アベル・バルボ（1987年デビュー）、ガブリエル・バティストゥータ（1988年デビュー）、ガブリエル・エインセ（1996年デビュー）、マキシ・ロドリゲス（1999年デビュー）、リオネル・メッシ（1995年から2000年まで下部組織に在籍）などのニューウェルズ出身選手がヨーロッパのビッグクラブに羽ばたいている。

## 歴史
イングランドからロサリオに移民したアイザック・ニューウェルは鉄道電信技士として働いた後、1884年にコレヒオ・コメルシアル・アングリカーノ・アルヘンティーノという名称の商業学校を設立した。当時はアルゼンチン各地の学校でサッカーが広まりつつあった時代で、1900年に学校長の座を息子に譲ると、自身はサッカークラブ設立に尽力し、1903年11月3日にCAニューウェルズ・オールドボーイズが設立された。当初は学校のモチーフカラーと同じ白色と青色のシャツを着ていたが、すぐに黒色と赤色のシャツに変更された。赤色はイサークの母国イングランド国旗に由来し、黒色は妻の母国ドイツの国旗に由来する。1905年のリーガ・ロサリーナ初回大会では、CAロサリオ・セントラルと間で初のロサリオ・ダービーが開催された。ロサリオ・ダービーはアルゼンチンで最も激しいローカル・ダービーのひとつであるとされ、両クラブ間での選手の行き来はほとんどない。1920年代、地元のハンセン病専門病院の援助のためにニューウェルズとセントラルがチャリティマッチに招待されたが、セントラルが出場を拒否したのに対してニューウェルズは快く応じたことから、敬意をこめてLos Leprosos（ロス・レプロソス、ハンセン病患者）と呼ばれるようになり、一方のセントラルはLos Canallas（ロス・カナーリャス、ごろつき/悪党）という愛称で呼ばれるようになった。アマチュア時代やセミプロ時代には何度かタイトルを獲得し、1925年にはフリオ・リボナッティがアルゼンチン人初の国外移籍（イタリアのトリノFCへ）を果たした。
ホルヘ・バルダーノやアメリコ・ガジェゴなどに牽引されたメトロポリターノ1974では、最終節のロサリオ・ダービーで0-2の劣勢を2-2の引き分けに持ち込み、プロ化後初のリーグ優勝を決めた。アルゼンチンが初優勝した1978 FIFAワールドカップではガジェゴが優勝メンバーとなっている。また、1977年にはセルヒオ・オマール・アルミロンがトップチームデビューし、1986 FIFAワールドカップの優勝メンバーとなった。1987-88シーズンには2度目のリーグ優勝を果たしたが、この年のチームは選手全員が下部組織出身であった。1990年には下部組織を指導していたマルセロ・ビエルサ監督がトップチームの監督に就任し、1990-91シーズンとクラウスーラ1992でリーグ優勝を果たした。また、1988年と1992年にはコパ・リベルタドーレスで決勝に進出したが、どちらの大会も決勝で敗れて準優勝に終わっている。1993年にはセビージャFCからディエゴ・マラドーナが加入したが、わずか数試合に出場しただけでニューウェルズを去った。これ以後の10年間は停滞期であったが、2003年にはレジェンドであるガジェゴが監督に就任し、アペルトゥーラ2004で12年ぶり5回目のリーグ優勝を果たした。現役引退を表明していたアリエル・オルテガがこのシーズンに選手復帰を果たしている。2008-09シーズン開幕の段階では降格の危機に立っていたが、アペルトゥーラ2008では堅実なプレーぶりで5位となり、選手としてもニューウェルズでプレーしたロベルト・センシーニ監督に率いられたアペルトゥーラ2009では、CAバンフィエルドに次ぐ2位に躍進した。2010年前半にはコパ・リベルタドーレスに出場して1回戦敗退に終わったが、同年後半に出場したコパ・スダメリカーナではベスト8となった。

## スタジアム
1911年7月23日に落成したエスタディオ・マルセロ・ビエルサはインデペンデンシア公園に所在する。1995年と1997年に改築され、ブエノスアイレス以外にあるスタジアムとしてはアルゼンチン最大級の収容人数42,000人を誇る。2001年にはFIFAワールドユース選手権の開催スタジアムとなった。長い間公式名が存在せず、エル・コローソ・デル・パルケ（公園のコロッサス）などと呼ばれていたが、かつてニューウェルズを指揮したマルセロ・ビエルサ監督の名前を取り、2009年12月22日に現行の名称となった。

## タイトル

### 国内タイトル
- スーペルリーガ・アルヘンティーナ : 6回
  - 1974M, 1987-88, 1990-91, 1991-92C, 2004-05A, 2012-13F

## 近年の成績
| シーズン | シーズン       | ディビジョン     | 順位 | 試合数 | 勝 | 分 | 敗 | 得点 | 失点 | 勝ち点 | 備考                             |
| -------- | -------------- | ---------------- | ---- | ------ | -- | -- | -- | ---- | ---- | ------ | -------------------------------- |
| 2008-09  | アペルトゥーラ | プリメーラ       | 5    | 19     | 8  | 7  | 4  | 26   | 18   | 31     |                                  |
| 2008-09  | クラウスーラ   | プリメーラ       | 15   | 19     | 4  | 9  | 6  | 21   | 22   | 21     |                                  |
| 2009-10  | アペルトゥーラ | プリメーラ       | 2    | 19     | 12 | 3  | 4  | 26   | 15   | 39     |                                  |
| 2009-10  | クラウスーラ   | プリメーラ       | 6    | 19     | 8  | 6  | 5  | 32   | 18   | 30     | コパ・リベルタドーレス 1回戦敗退 |
| 2010-11  | アペルトゥーラ | プリメーラ       | 9    | 19     | 6  | 8  | 5  | 13   | 12   | 26     | コパ・スダメリカーナ ベスト8     |
| 2010-11  | クラウスーラ   | プリメーラ       | 19   | 19     | 4  | 4  | 11 | 16   | 32   | 16     |                                  |
| 2011-12  | アペルトゥーラ | プリメーラ       | 18   | 19     | 1  | 13 | 5  | 13   | 18   | 16     |                                  |
| 2011-12  | クラウスーラ   | プリメーラ       | 6    | 19     | 9  | 5  | 5  | 26   | 19   | 32     |                                  |
| 2012-13  | イニシアル     | プリメーラ       | 2    | 19     | 9  | 9  | 1  | 23   | 11   | 36     |                                  |
| 2012-13  | フィナール     | プリメーラ       | 1    | 19     | 12 | 2  | 5  | 40   | 21   | 38     | コパ・リベルタドーレス ベスト4   |
| 2013-14  | イニシアル     | プリメーラ       | 4    | 19     | 8  | 7  | 4  | 27   | 21   | 31     |                                  |
| 2013-14  | フィナール     | プリメーラ       | 12   | 19     | 6  | 7  | 6  | 22   | 18   | 25     |                                  |
| 2014     | -              | プリメーラ       | 12   | 19     | 6  | 7  | 6  | 21   | 24   | 25     |                                  |
| 2015     | -              | プリメーラ       | 16   | 30     | 10 | 10 | 10 | 27   | 30   | 40     |                                  |
| 2016     | -              | プリメーラ ソナ2 | 12   | 16     | 3  | 7  | 6  | 16   | 21   | 16     |                                  |
| 2016-17  | -              | プリメーラ       |      |        |    |    |    |      |      |        |                                  |

## 現所属メンバー
2022年9月12日現在
注：選手の国籍表記はFIFAの定めた代表資格ルールに基づく。
| No. | Pos. |              | 選手名                               |
| --- | ---- | ------------ | ------------------------------------ |
| 1   | GK   | コスタリカ   | ケイロル・ナバス                     |
| 2   | DF   | アルゼンチン | クリスティアン・レマ                 |
| 3   | DF   | アルゼンチン | マルティン・ルシアーノ               |
| 8   | MF   | アルゼンチン | パブロ・ペレス                       |
| 9   | FW   | アルゼンチン | フアン・マヌエル・ガルシア           |
| 13  | MF   | アルゼンチン | フアン・セバスティアン・スフォルツァ |
| 14  | DF   | ウルグアイ   | アルマンド・メンデス                 |
| 16  | FW   | エクアドル   | ジョルカエフ・レアスコ               |
| 18  | FW   | アルゼンチン | Brian Aguirre                        |
| 19  | DF   | アルゼンチン | ファクンド・マンシージャ             |
| 20  | MF   | アルゼンチン | フリアン・フェルナンデス             |
| 21  | DF   | アルゼンチン | レオネル・バンジョーニ               |

| No. | Pos. |              | 選手名                   |
| --- | ---- | ------------ | ------------------------ |
| 22  | MF   | アルゼンチン | Marcos Portillo          |
| 23  | GK   | アルゼンチン | Franco Herrera           |
| 24  | FW   | アルゼンチン | Genaro Rossi             |
| 26  | FW   | アルゼンチン | ラミロ・ソルド           |
| 27  | FW   | アルゼンチン | ルシアーノ・チンゴラーニ |
| 33  | GK   | アルゼンチン | Felipe San Juan          |
| 39  | FW   | アルゼンチン | Nazareno Fúnez           |
| 44  | FW   | アルゼンチン | フランシスコ・ゴンサレス |
| 47  | MF   | アルゼンチン | Guillermo Balzi          |
| 52  | DF   | アルゼンチン | Marco Campagnaro         |
| 55  | DF   | アルゼンチン | Tomás Jacob              |
| -   | FW   | アルゼンチン | ルーカス・メラノ         |

### ローン移籍
in
注：選手の国籍表記はFIFAの定めた代表資格ルールに基づく。
| No. | Pos. |              | 選手名                                            |
| --- | ---- | ------------ | ------------------------------------------------- |
| 4   | DF   | コロンビア   | ウィラー・ディッタ (アトレティコ・ジュニオール)   |
| 5   | MF   | コロンビア   | ファビアン・アンヘル (アトレティコ・ジュニオール) |
| 7   | MF   | アルゼンチン | フアン・ガーロ (CAウラカン)                       |

| No. | Pos. |              | 選手名                                            |
| --- | ---- | ------------ | ------------------------------------------------- |
| 12  | GK   | アルゼンチン | ラミロ・マカーニョ (アトレティコ・デ・ラファエラ) |
| 17  | GK   | アルゼンチン | ラウタロ・モラレス (CAラヌース)                   |
| 25  | DF   | パラグアイ   | ビクトル・ベラスケス (FCフアレス)                 |
| 30  | MF   | アルゼンチン | クリスティアン・フェレイラ (CAリーベル・プレート) |

out
注：選手の国籍表記はFIFAの定めた代表資格ルールに基づく。
| No. | Pos. |              | 選手名                                              |
| --- | ---- | ------------ | --------------------------------------------------- |
| -   | GK   | アルゼンチン | Williams Barlasina (クラブ・アグロペクアリオ)       |
| -   | DF   | アルゼンチン | ステファノ・カレガロ (クラブ・アグロペクアリオ)     |
| -   | DF   | アルゼンチン | Brian Calderara (CAバラカス・セントラル)            |
| -   | DF   | アルゼンチン | ファクンド・ナダリン (アトレティコ・デ・ラファエラ) |

| No. | Pos. |              | 選手名                                                  |
| --- | ---- | ------------ | ------------------------------------------------------- |
| -   | DF   | アルゼンチン | マヌエル・リャノ (CDゴドイ・クルス・アントニオ・トンバ) |
| -   | MF   | アルゼンチン | フスト・ジャーニ (CAパトロナート)                       |
| -   | FW   | アルゼンチン | フリアン・マルシオーニ (CAアトランタ)                   |
| -   | FW   | アルゼンチン | アレクシス・ロドリゲス (デポルティーボ・ムニシパル)     |
| -   | FW   | アルゼンチン | エンソ・カブレラ (ビルキルカラFC)                       |
| -   | MF   | アルゼンチン | ジェロニモ・カチャブレ (ミジェ・レグニツァ)             |

## 歴代監督
- マヌエル・フレイタス・ソリッチ (1944.7 – 1945)
- ウィリアム・レイサイド (1947)
- ルネ・ポントーニ (1956 – 1957)
- アンヘル・トゥリオ・ゾフ (1965 – 1967, 1969)
- セサル・ルイス・メノッティ (1971)
- ラウル・ベレン (1973)
- フアン・エウロジオ・ウリオラベイティア (1973)
- ホセ・ユディカ (1976 – 1977, 1978 – 1979)
- ルイス・クビジャ (1980.1.1 – 12.31)
- ホルヘ・ソラリ (1983 – 1987)
- ホセ・ユディカ (1987 – 1990)
- マルセロ・ビエルサ (1990 – 1992)
- エドゥアルド・ルハン・マネラ (1993)
- ロケ・アルファロ (1993)
- ホルヘ・ソラリ (1993)
- マリオ・ザナブリア (1996.7.1 – 1997.12.31)
- ミルコ・ヨジッチ (1998)
- リカルド・ダブロウスキ (1998.1.1 – 12.31)
- アンドレス・レボッタロ (1999 – 2000)
- フアン・マヌエル・ルロップ (2001.1.1 – 2002.1.1)
- フリオ・サモラ (2002)
- エクトル・ヴェイラ (2002 – 2004)
- アメリコ・ガジェゴ (2004)
- ジュベナル・オルモス (2005)
- ネリー・プンピード (2005.10.1 – 2006.7.1)
- パブロ・マリーニ (2007.3.1 – 9.30)
- リカルド・カルーソ・ロンバルディ (2007.9.1 – 2008.8.2)
- フェルナンド・ガンボア (2008.8.1 – 2009.1.1)
- ロベルト・センシーニ (2009.1.1 – 2011.4.10)
- ハビエル・トレンテ (2011.4.18 – 9.27)
- ディエゴ・カーニャ (2011.9.29 – 12.22)
- ヘラルド・マルティーノ (2011.12.29 – 2013.7.22)
- アルフレド・ベルティ (2013.7.24 – 2014.4.11)
- リカルド・ルナリ (2014.4.11 – 4.14)
- アメリコ・ガジェゴ (2014 – 2015.7.1)
- ルーカス・ベルナルディ (2015.6.16 – 2016.2.15)
- ディエゴ・オゼッラ (2016.2 – 2017.6)
- フアン・マヌエル・ルロップ (2017-2018)
- オマール・デ・フェリッペ (2018)
- エクトル・ビドリオ (2018-2019)
- フランク・ダリオ・クーデルカ (2019-2020)
- フェルナンド・ガンボア (2020-2021)
- アドリアン・タファレル (2021-2022)
- ハビエル・サンギネッティ (2022)
- ガブリエル・エインセ (2022-2023)
- マウリシオ・ラリエラ (2023-)

## 歴代所属選手
- ホルヘ・ソラーリ 1960-1961
- サンティアゴ・サンタマリア 1971-1974, 1980-1985
- ホルヘ・バルダーノ 1973-1975
- アメリコ・ガジェゴ 1974-1980
- セルヒオ・オマール・アルミロン 1978-1986, 1987-1989
- ビクトル・ラモス 1978-1984, 1987-1989
- ヘラルド・マルティーノ 1980-1990, 1991-1994, 1995
- フアン・マヌエル・ユオプ 1981-1984, 1984-1994
- ノルベルト・スコポニ 1982-1994
- グスタボ・デゾッティ 1982-1988
- アベル・バルボ 1987-1988
- ガブリエル・バティストゥータ 1988-1989
- マウリシオ・ポチェッティーノ 1989-1994

- ペドロ・パスクリ 1993
- ディエゴ・マラドーナ 1993
- バルディビエソ 1994-1997
- ガブリエル・エインセ 1996-1997, 2012-2014
- リカルド・ローシャ 1997-1998
- ラウール・カルドーソ 1999-2000
- マキシ・ロドリゲス 1999-2002, 2012-2017
- ホルヘ・ベルムデス 2003-2004
- アリエル・オルテガ 2004
- フスト・ビジャール 2004-2008
- ササ・サルセード 2006
- オスカル・カルドソ 2006-2007
- / サンティアゴ・ヘンティレッティ 2019-2021